# رود سوکتو
رود سوکو (به لاتین: Suketō River) یک رود در ژاپن است که در شهر توکوشیما واقع شده‌است.